# Fontaine-sur-Somme
Fontaine-sur-Somme är en kommun i departementet Somme i regionen Hauts-de-France i norra Frankrike. Kommunen ligger i kantonen Hallencourt som tillhör arrondissementet Abbeville. År 2022 hade Fontaine-sur-Somme 505 invånare.

## Befolkningsutveckling
Antalet invånare i kommunen Fontaine-sur-Somme
| Referens: INSEE |